# Haworthia arachnoidea
Haworthia arachnoidea là một loài thực vật có hoa trong họ Măng tây. Loài này được (L.) Duval mô tả khoa học đầu tiên năm 1809.

## Hình ảnh

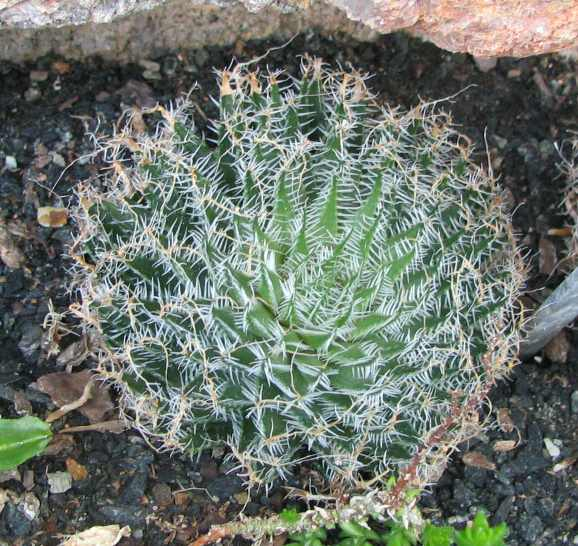